# Marceau Fourcade
Marceau Fourcade, francoski veslač, * 26. januar 1905, † ?.
Fourcade je v dvojcu s krmarjem na Poletnih olimpijskih igrah 1936 v Berlinu osvojil bronasto medaljo.